# 苔麸
苔麸（學名：Eragrostis tef），也称埃塞俄比亚画眉草（阿姆哈拉語： ṭēff；提格利尼亞語： ṭaff），一年生禾本科植物，生长在非洲之角的埃塞俄比亚高原和厄立特里亚高原的画眉草属植物的一种。「苔麸」（teff）一词源自于埃塞俄比亚闪族语词根「ṭff」，意为“丢失”（因为它的谷粒非常小）。非洲之角地区的英杰拉饼就是用苔麸作为主料制成的。